# Chrysina magnistriata
Chrysina magnistriata är en skalbaggsart som beskrevs av Moron 1990. Chrysina magnistriata ingår i släktet Chrysina och familjen Rutelidae. Inga underarter finns listade i Catalogue of Life.